# Serxhio Emini
Serxhio Emini (* 3. Dezember 2002 in Saranda, Albanien) ist ein albanischer Fußballspieler.

## Karriere
Emini spielte 2017 im Jugendverein von KS Luftëtari Gjirokastra. 2019 unterzeichnete er seinen Profivertrag bei KS Luftëtari Gjirokastra. Seit 2020 steht er bei KS Bylis Ballsh unter Vertrag. 2023 wurde er an den Zweitligaverein FK Tomori Berat ausgeliehen und bestritt dort 14 Spiele, in denen er zwei Tore schoss.